# Vraneštica
Vranechtitsa (en macédonien Вранештица) est un village de l'ouest de la Macédoine du Nord, situé dans la municipalité de Kitchevo. Le village comptait 439 habitants en 2002.
Jusqu'en avril 2013, le village de Vranechtitsa possédait sa propre municipalité. Elle a alors fusionné avec celle de Kitchevo, tout comme les municipalités d'Oslomeï, Drougovo et Zaïas.

## Démographie
Lors du recensement de 2002, le village comptait :
- Macédoniens : 437
- Serbes : 1